# Третій храм
Третій Храм в Єрусалимі (івр. בֵּית הַמִּקְדָּשׁ הַשְּׁלִישִׁי, трансліт. Бейт гаМікдаш гаШліші, досл. «Третій будинок святилища») — це майбутня споруда, яка, за релігійними уявленнями, має бути побудована на Храмовій горі, де раніше знаходилися Перший та Другий Храми. В юдаїзмі Третій Храм символізує духовне відновлення, прихід Месії та відновлення богослужінь, які припинилися після руйнування Другого Храму в 70 році нашої ери.
Для християн будівництво Третього Храму стане знаменням про скорий прихід антихристу, і друге пришестя христа.  Для мусульман означатиме руйнування їх святинь, що сьогодні знаходяться на Храмовій горі.
Сьогодні Третій Храм є не лише релігійним, але й політичним та культурним питанням. Його можливе будівництво викликає палкі суперечки, оскільки Храмова гора є священним місцем не лише для юдеїв, але й для мусульман. У цьому контексті Храм став символом надії, релігійних конфліктів та глобальних змін.

## Історичний контекст
Історія Єрусалимського Храму бере свій початок із спорудження Першого Храму, який був збудований царем Соломоном приблизно в 957 році до нашої ери. Він став центральним місцем поклоніння для єврейського народу, символом божественної присутності та місцем виконання священних ритуалів. Однак у 586 році до нашої ери Перший Храм був зруйнований вавилонським царем Навуходоносором II під час захоплення Єрусалима, що поклало початок Вавилонському полону.
Другий Храм був збудований після повернення євреїв із Вавилонського полону за указом перського царя Кіра Великого у 516 році до нашої ери. Він став центром релігійного життя єврейського народу протягом майже шести століть. У 20 році до нашої ери цар Ірод Великий розпочав масштабну реконструкцію Другого Храму, зробивши його архітектурним шедевром. Проте у 70 році нашої ери Другий Храм був зруйнований римськими військами під керівництвом Тита під час облоги Єрусалима.
Після зруйнування Другого Храму Храмова гора стала місцем паломництва та молитви для єврейського народу, але також набула значення для інших релігій. На цій території мусульмани спорудили Купол Скелі та мечеть Аль-Акса, що зробило її одним із найважливіших релігійних центрів ісламу.

## Спроби відбудови
Після руйнування Другого Храму у 70 році нашої ери було зроблено кілька спроб його відновлення. Кожна з них відображала прагнення єврейського народу повернутися до свого релігійного центру, але всі вони завершилися невдачею. 
В сучасному юдаїзмі «більшість рабинів прийняли позицію, що єврейський закон забороняє реконструкцію Храму до епохи месіанської спокути, або що закон є надто неоднозначним і що спочатку має явитись месія».

### Повстання Бар-Кохби (132–135 рр. н.е.)
На початку II століття римський імператор Адріан спочатку дозволив євреям відновити Храм, але пізніше змінив своє рішення. Це спричинило велике повстання, очолюване Симоном Бар-Кохбою. Повстанці захопили Єрусалим і створили незалежну єврейську державу, яка проіснувала близько трьох років. У цей час розпочалося будівництво нового Храму. Однак римська армія придушила повстання у 135 році, зруйнувавши новозведені споруди. Як покарання за повстання, євреям було заборонено відвідувати Єрусалим, за винятком дня Тиша Бе-ав, а місто перейменували на Елія Капітоліна. Для збереження релігійних традицій юдеями було написано Мішну, щоб задокументувати храмові практики на випадок тривалої відсутності Храму.

### Спроба імператора Юліана Відступника (361–363 рр. н.е.)

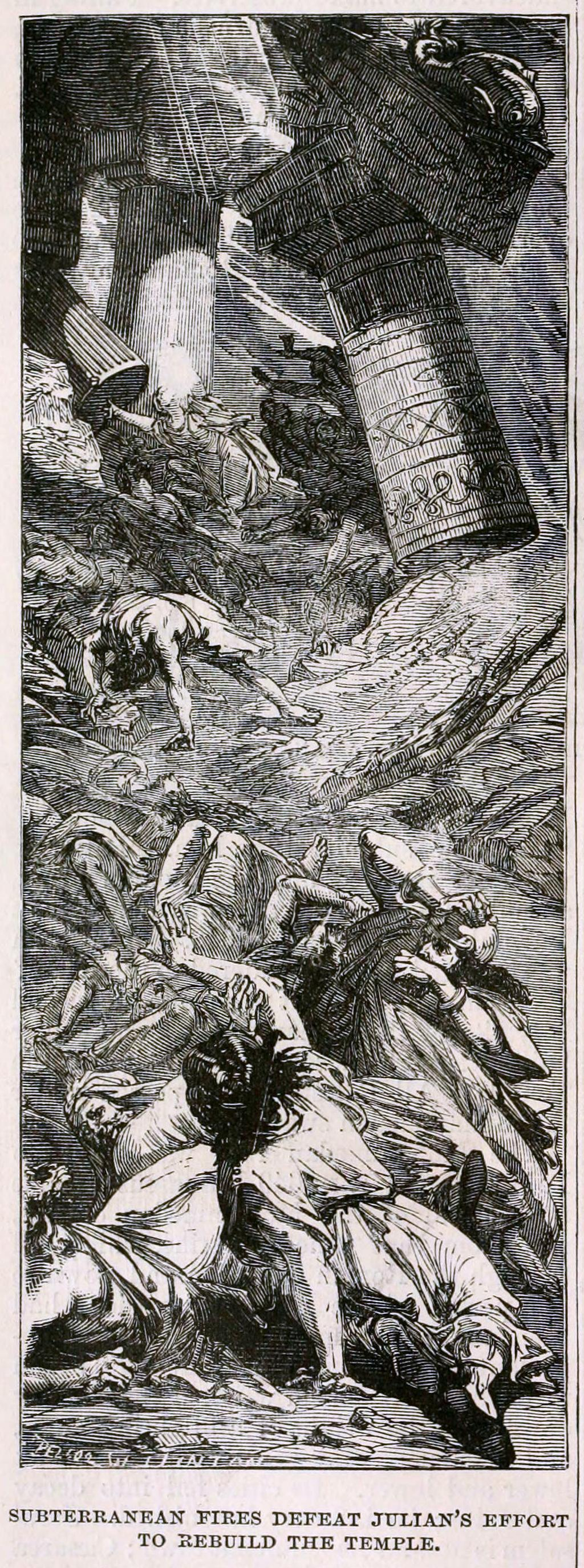
Підземні пожежі перешкоджають спробам Юліана відбудувати храм, ілюстрація Джеймса Дебні, 1877 рік

Римський імператор Юліан, відомий як Відступник через свої спроби повернути язичництво, дозволив євреям відновити Храм як частину своєї політики підтримки традиційних культів.
Відповідно до однієї з версій, Рабин Хілкія, один із провідних рабинів того часу, відкинув гроші Юліана, стверджуючи, що язичники не повинні брати участь у відбудові храму.

Проте згідно з джерелами що були написані вже значно пізніше, зокрема Амміаном Марцелліном (бл. 330-400 рр. н.е.) та Созоменом (бл. 400–450 рр. н. е.), проект відновлення храму було перервано, оскільки щоразу як тільки робітники намагалися почати відбудову храму на залишках попереднього, вони були спалені жахливим полум’ям, що виходило з середини землі. А вся наново зроблена робота руйнувалась через землетрус:
Юліан думав відбудувати колись за великі кошти Храм у Єрусалимі, і доручив це завдання Аліпію Антіохійському. Аліпій енергійно взявся за роботу, і його відрядив губернатор провінції; коли страшні вогняні кулі, що спалахнули біля фундаментів, продовжували свої атаки, аж поки робітники, після неодноразових опіків, не змогли більше наблизитися: тож він відмовився від спроби.— 
Згадки про землетрус в Галілеї 363 року присутні також в інших джерелах.
Згідно з деякими християнськими джерелами, невдача проєкту вважалася результатом божественного втручання.
Після того як Юліан був убитий у битві, менш ніж через три роки правління, християни відновили контроль над імперією, і відбудова була припинена.

### Перська васальна держава (610–630 рр. н.е.)
У VII столітті, під час завоювань Сасанідської імперії, євреї знову отримали контроль над Єрусалимом. Перси дозволили відновлення жертвопринесень на місці Храму. Однак після повернення Візантії контроль перейшов до християн, які знищили частково збудовані споруди, а територію перетворили на звалище. Цей стан зберігався до арабського завоювання у 630-х роках.

### Мусульманське завоювання (VII століття)
Після захоплення Єрусалима арабськими військами під керівництвом Умара ібн аль-Хаттаба, Храмова гора була очищена, і на її місці заклали мечеть Аль-Акса. Згідно з хронікою Себеоса, євреї спробували розпочати реконструкцію Храму, але мусульманська влада швидко зупинила ці зусилля.

### Монгольські набіги та лист Моше бен Нахмана (1267 р.)
У період міжцарства в XIII столітті рабин Моше бен Нахман писав про руїни Храму та прагнення євреїв повернути його велич. У своєму листі він описував зусилля щодо створення синагоги на місці зруйнованих будівель, проте активні спроби відновлення не здійснювалися через монгольські набіги та політичну нестабільність.

### Сучасні зусилля
В юдаїзмі відновлення Храму зазвичай пов’язують із приходом Месії, а в християнстві відновлення храму пов'язують з приходом антихриста та кінцем світу. Водночас у ХХ–ХХІ століттях з’явилися організації, такі як Інститут Храму, які займаються підготовкою до його будівництва. Ці рухи стикаються з політичним спротивом через важливість Храмової гори для мусульманського світу.

## Релігійне значення Третього Храму
Третій Храм має глибоке релігійне значення для багатьох людей, насамперед у юдаїзмі, але також у християнстві та ісламі. Він символізує не лише повернення до традицій, а й виконання пророцтв (Іс. 56:7), які визначають майбутнє світу та його духовне відродження.

### Юдаїзм
У юдаїзмі Третій Храм є ключовою частиною месіанських очікувань. Біблійні пророцтва, зокрема у книгах Єзекіїля, Даниїла та Захарії, передбачають відновлення храму як центрального місця поклоніння Богу та духовного єднання єврейського народу. Храм також асоціюється із відновленням жертвопринесень і священних ритуалів, які припинилися після руйнування Другого Храму.
Традиційно вважається, що будівництво Третього Храму стане можливим лише після приходу Месії, якого юдаїзм чекає. Для багатьох юдеїв Храмова гора залишається священним місцем, де молитви під час паломництва є символом надії на відновлення храмового служіння.

### Християнство
У християнстві Третій Храм займає важливе місце в есхатології (ученні про кінцеві часи). Для більшості християнських течій, відновлення Храму є передумовою Другого Пришестя Ісуса Христа. У Новому та Старому Завіті згадуються події, пов’язані з антихристом та Храмом, які передуватимуть кінцю світу, зокрема «мерзота спустошення» (Дан. 9:27; 2 Сол. 2:3-4; Об. 13:5-6; Матв. 24:15).
Проте не всі християнські течії підтримують ідею фізичного відновлення Храму. Деякі віряни вважають, що Храм символічно представляє громаду віруючих, тіло самого Христа, або тіло і розум будь кого хто вірує в спасіння через Христа.

### Іслам
В ісламі Третій Храм безпосередньо не згадується, але Храмова гора має велике значення. Тут знаходяться Купол Скелі та мечеть Аль-Акса, які є третім за важливістю святим місцем ісламу після Мекки і Медини. Мусульмани вважають, що саме на цьому місці пророк Мухаммед здійснив Нічну подорож до небес (аль-Ісра валь-Мірадж).
Будь-які спроби побудувати Третій Храм на Храмовій горі викликають сильний спротив у мусульманському світі, оскільки вони сприймаються як загроза ісламським святиням. Це створює напруженість між релігіями та політичними силами в регіоні.

## Пророцтва та ідеї про будівництво Третього Храму
Ідея Третього Храму є центральною темою багатьох біблійних і постбіблійних текстів. У юдейській традиції це місце є символом відновлення завіту з Богом, приходу Месії та встановлення гармонії у світі. Пророцтва про майбутній Храм зустрічаються як у Танасі, так і в текстах пізнішої релігійної літератури.

### Пророцтва в Танасі

#### Пророцтво Єзекіїля
У книзі пророка Єзекіїля (Єз. 40-48) описується детальний план майбутнього храму, який повинен бути побудований у часи Месії. Цей опис включає архітектурні деталі, розміри, облаштування святині та ритуали, які будуть у ньому виконуватися:
«А оце міри же́ртівника ліктями, лікоть — це лікоть та долоня. І основа же́ртівника — лікоть, і лікоть — завши́ршки, а його границя до його кра́ю навколо — одна п'ядь, і це задня сторона же́ртівника» (Єз. 43:13).
Цей Храм є символом присутності Бога серед свого народу в часи миру та справедливості.

#### Пророцтво Захарії
Пророк Захарія пов'язує відновлення Храму з приходом Месії:
«І він збудує храма Господнього, і він буде носити вели́чність, і сяде, і буде панувати на троні своє́му, і він стане священиком на троні своє́му, і рада миру буде поміж ними обома́» (Зах. 6:13).
Пророцтво підкреслює важливість Храму як місця, де Божий план для людства буде реалізовано.

### Роль Месії у відбудові Храму
Згідно з традиціями юдаїзму, Месія (Машиах) зіграє вирішальну роль у відновленні Третього Храму. У текстах Талмуду (трактати «Мідраш Раба» та «Санхедрін») зазначається, що будівництво Храму стане важливим знаком пришестя Месії. Деякі коментатори вважають, що Храм буде побудований чудесним способом, інші ж вважають, що це буде результат людських зусиль.

### Апокаліптичні уявлення
У ряді релігійних текстів Храм пов'язується з подіями останніх часів:
- "Мерзота спустошення": У книзі пророка Даниїла (Дан. 9:27) згадується, що на місці святині буде встановлено «мерзоту», яка осквернить Храм. Цей текст асоціюється з діяльністю антихриста.
- У Новому Завіті (2 Сол. 2:3-4) зазначається, що в храмі сяде «людина гріха», що протиставляється Богу тобто антихрист.

### Сучасні ідеї та рухи
Сьогодні кілька релігійних організацій працюють над підготовкою до відновлення Храму:
- Інститут Храму в Єрусалимі займається дослідженнями, реконструкцією храмових предметів та навчанням майбутніх священиків.
- Рух вірних Храмовій горі та Ізраілю відкрито закликає до відновлення храмового служіння.

Проте сучасна політична ситуація та важливість Храмової гори для ісламського світу роблять ці ініціативи вкрай суперечливими.

### Погляди рабинів
Не всі юдейські релігійні лідери підтримують ідею негайного будівництва Храму. Багато хто вважає, що це стане можливим лише після приходу Месії. Інші наголошують на важливості духовного відродження народу як передумови до фізичного будівництва.

## Політичні аспекти
Будівництво Третього Храму є однією з найбільш чутливих і суперечливих тем у світі, оскільки воно стосується як релігійних, так і політичних питань. Храмова гора, на якій стояли Перший і Другий Храми, є священним місцем не лише для юдаїзму, але й для ісламу та християнства. Це робить будь-які спроби змінити її статус джерелом конфліктів на регіональному та міжнародному рівні.

### Храмова гора і міжнародна політика
Храмова гора (Гар Габайіт) є центральним об'єктом суперечок між євреями та мусульманами. Сьогодні вона перебуває під контролем Єрусалимського ісламського вакфу і є місцем розташування двох найважливіших ісламських святинь — мечеті Аль-Акса та Купола Скелі. Для мусульман ця територія відома як Харам аль-Шаріф («Благородне святилище»).
Будь-які дії, які можуть бути сприйняті як загроза ісламським святиням, викликають жорстку реакцію з боку мусульманського світу. Наприклад:
- У 1967 році, після Шестиденної війни, Ізраїль встановив контроль над Східним Єрусалимом, включаючи Храмову гору, але дозволив ісламському вакфу зберегти адміністративний контроль над святинею.
- Намагання єврейських активістів відновити право молитися на Храмовій горі постійно провокують протести та заворушення.

### Політична позиція Ізраїлю
Ізраїльський уряд офіційно визнає статус-кво Храмової гори, встановлений після 1967 року. Це означає, що євреям дозволено відвідувати Храмову гору, але вони не можуть там молитися. Цей компроміс покликаний уникнути ескалації конфлікту з мусульманським світом.
Проте в Ізраїлі існують релігійні й політичні групи, які прагнуть змінити цей статус:
- Рух вірних Храмовій горі та Ізраілю виступає за відновлення єврейського храмового служіння на Храмовій горі.
- Політики з правого крила, такі як члени партій «Лікуд» або «Релігійний сіонізм», відкрито підтримують розширення прав євреїв на цій території.

### Реакція мусульманського світу
Для мусульман відновлення Третього Храму сприймається як загроза ісламським святиням. Подібні дії часто розглядаються як частина ізраїльських «спроб захоплення» Храмової гори. У минулому подібні чутки та дії провокували великі заворушення:
- У 2000 році візит Аріеля Шарона на Храмову гору спровокував початок другої інтифади.[2]
- Будь-які археологічні роботи чи заяви, пов’язані з Храмовою горою, викликають протести серед палестинців та в мусульманських країнах.

### Роль міжнародної спільноти
Храмова гора є предметом постійного моніторингу міжнародних організацій, таких як ООН, ЮНЕСКО а також США. Основні аспекти міжнародного втручання:
- Захист ісламської культурної спадщини, зокрема мечеті Аль-Акса.
- Збереження статус-кво для уникнення ескалації конфлікту між Ізраїлем і Палестиною.
- Дипломатичні спроби досягти мирного врегулювання щодо святинь Єрусалима.

### Вплив релігійних рухів
У багатьох країнах, зокрема в США, деякі християнські групи підтримують ідею відновлення Третього Храму, вважаючи це передвісником Другого Пришестя Ісуса Христа. Ці групи часто фінансують організації в Ізраїлі, які займаються підготовкою до будівництва.

### Потенційні наслідки будівництва
Відновлення Третього Храму могло б призвести до:
- Ескалації конфлікту між Ізраїлем і мусульманськими країнами.[2]
- Посилення релігійного радикалізму у світі.
- Зміни політичної карти Близького Сходу.

## Сучасний стан
У наш час Третій Храм залишається символом релігійних надій і одночасно джерелом політичної напруги. Храмова гора, на якій раніше стояли Перший і Другий Храми, є об'єктом паломництва для євреїв, мусульман і християн, але її сучасний статус значно ускладнює можливість будівництва Третього Храму.

### Статус Храмової гори
Сьогодні Храмова гора перебуває під управлінням ісламського фонду Вакф, хоча Ізраїль має суверенітет над Єрусалимом після Шестиденної війни 1967 року. Згідно зі статус-кво, євреї можуть відвідувати гору, але їм заборонено молитися там. Це рішення ухвалене для уникнення конфліктів із мусульманською громадою.
Храмова гора залишається одним із найбільш чутливих місць у світі. Кожен інцидент, пов'язаний із її використанням, викликає жорстку реакцію як серед палестинців, так і в міжнародному співтоваристві.

### Сучасні релігійні рухи
У ХХ–ХХІ століттях виникли організації, які прагнуть до відновлення Третього Храму:
- Інститут Храму займається створенням предметів для храмового служіння, таких як священні посудини, музичні інструменти та одяг для коенів. Організація також розробляє архітектурні плани для майбутнього храму.
- Рух вірних Храмовій горі та Ізраілю виступає за право євреїв молитися на Храмовій горі та підтримує ідею побудови Третього Храму.
- Адміністрація Храмової гори — це коаліція груп, які займаються питаннями доступу євреїв до святині та розробляють практичні плани для відновлення храму.

Ці організації отримують підтримку з боку релігійних груп у США та інших країнах, які вважають будівництво храму частиною виконання біблійних пророцтв.

### Археологічні дослідження
У сучасному Ізраїлі активно проводяться археологічні розкопки поблизу Храмової гори. Їхньою метою є підтвердження історичної присутності євреїв у цьому регіоні. Водночас ці розкопки викликають обурення серед мусульман, які вважають їх спробою підірвати ісламські святині.
Однією з найгучніших тем є пошук залишків фундаменту Другого Храму, які могли б допомогти у визначенні точного місця для відновлення Третього Храму.

### Політична напруженість
Спроби розширити права євреїв на Храмовій горі провокують конфлікти між Ізраїлем і Палестиною. Ці події нерідко призводять до заворушень і міжнародного тиску на ізраїльський уряд. Мусульманські країни сприймають будь-які дії, пов'язані з Храмовою горою, як загрозу їхнім святиням.

### Альтернативні архітектурні плани
Деякі ізраїльські архітектори та релігійні діячі пропонують компромісні проєкти, які могли б дозволити співіснування Третього Храму з ісламськими святинями. Проте ці ідеї поки що не мають широкої підтримки через глибоку історичну та релігійну напругу.

### Ставлення юдейської спільноти
У єврейській громаді немає єдиного ставлення до будівництва Третього Храму:
- Ортодоксальні євреї вважають, що відновлення храму можливе лише після приходу Месії.[7]
- Частина релігійних сіоністів вважає, що храм можна будувати вже зараз, готуючи ґрунт для месіанських часів.
- Реформістські та консервативні юдеї розглядають храм радше як символічний об’єкт, а не місце для буквального жертвопринесення.

### Підготовка до храмового служіння
В Інституті Храму створено предмети, необхідні для храмових ритуалів, включаючи:
- Менору, виготовлену зі справжнього золота.
- Лави для обмивання та посудини для жертвопринесень.
- Одяг для первосвящеників, створений за біблійними описами.

Організація також працює над відновленням традицій жертвопринесень, попри протести захисників прав тварин.

## Архітектурні та ритуальні питання
Одним із ключових аспектів Третього Храму є його архітектурна концепція та відновлення ритуальних практик, які припинилися після зруйнування Другого Храму в 70 році н.е. Ці питання викликають багато дискусій серед релігійних лідерів, архітекторів, богословів і громадськості.

### Архітектурні концепції Третього Храму

#### Пророцтва про Храм Єзекіїля
Книга Єзекіїля (глави 40–48) містить детальний опис архітектури майбутнього Храму. Цей опис включає точні розміри, структуру та функції кожної частини будівлі. Деякі сучасні релігійні організації, такі як Інститут Храму, використовують ці пророцтва як основу для архітектурних планів.

#### Традиційні підходи
Релігійні авторитети дотримуються думки, що новий Храм має бути максимально близьким до Другого Храму, реконструйованого Іродом Великим. Він повинен включати Святая святих (Кодеш га-Кодашім), двори для коенів і левітів, вівтар для жертвоприношень і приміщення для обмивань.

#### Сучасні ідеї
Деякі архітектори пропонують адаптувати традиційні концепції до сучасної епохи. Наприклад, інтегрувати інноваційні технології, такі як системи екологічної підтримки чи мультимедійні засоби для освітньої діяльності.

### Місце будівництва
Питання місця для будівництва є ключовим. Традиційно вважається, що Храм має бути побудований на Храмовій горі в Єрусалимі, де розташовані ісламські святині — Купол Скелі та мечеть Аль-Акса. Це створює значні політичні та релігійні виклики.
- Деякі пропонують побудувати Храм поряд із ісламськими спорудами, щоб уникнути їхнього знесення.
- Інші наполягають на тому, що для Храму потрібна саме центральна ділянка, де колись було Святая святих.

### Ритуали в Третьому Храмі

#### Жертвоприношення
У Третьому Храмі, згідно з релігійними текстами, повинні бути відновлені жертвопринесення, які припинилися після руйнування Другого Храму. Це включає:
- Щоденні жертви.
- Жертви під час свят (Песах, Йом-Кіпур, Суккот).
- Мирні, вдячні та очисні жертви.

У наш час ця практика викликає суперечки, зокрема через етичні питання та критику з боку захисників прав тварин.

#### Храмове служіння
Для виконання ритуалів необхідна спеціально підготовлена група священиків (коенів), які мають пряме походження від роду Аарона. Інститут Храму вже проводить підготовку таких служителів, включаючи навчання правил храмового служіння.

#### Святая святих
У Храмі має бути місце, де зберігатиметься ковчег Завіту, якщо його буде знайдено. Святая святих залишатиметься найсвященнішою частиною Храму, доступ до якої матиме лише первосвященик у день Йом-Кіпур.

### Символічні аспекти архітектури
Третій Храм має стати не лише місцем для виконання ритуалів, але й символом духовного відродження. Архітектура Храму має відображати:
- Гармонію між людиною і Богом.
- Відновлення зв'язку між землею та небесами.
- Центр поклоніння для всіх народів, як це описано в Іс. 56:7:«Бо Мій дім буде названий домом молитви для всіх народів».

### Виклики та обговорення
- Традиція vs сучасність  Як поєднати традиційні уявлення про Храм із вимогами сучасного світу? Це питання активно обговорюється серед релігійних діячів і архітекторів.
- Політичні обмеження  Будівництво Храму на Храмовій горі практично неможливе через політичну напругу між Ізраїлем та ісламським світом.
- Етичні питання жертвоприношень  Чи доцільно відновлювати практики жертвопринесень у сучасному світі? Це питання викликає гострі дискусії навіть серед єврейської громади.

## Дивіться також
- Червона телиця
- Храм
- TempleOS